# 崇寧公主

崇寧公主，明朝公主，明太祖朱元璋第三女。
洪武十七年十一月九日（1384年12月21日），下嫁牛城 ，不久后去世。